# Antony Acland

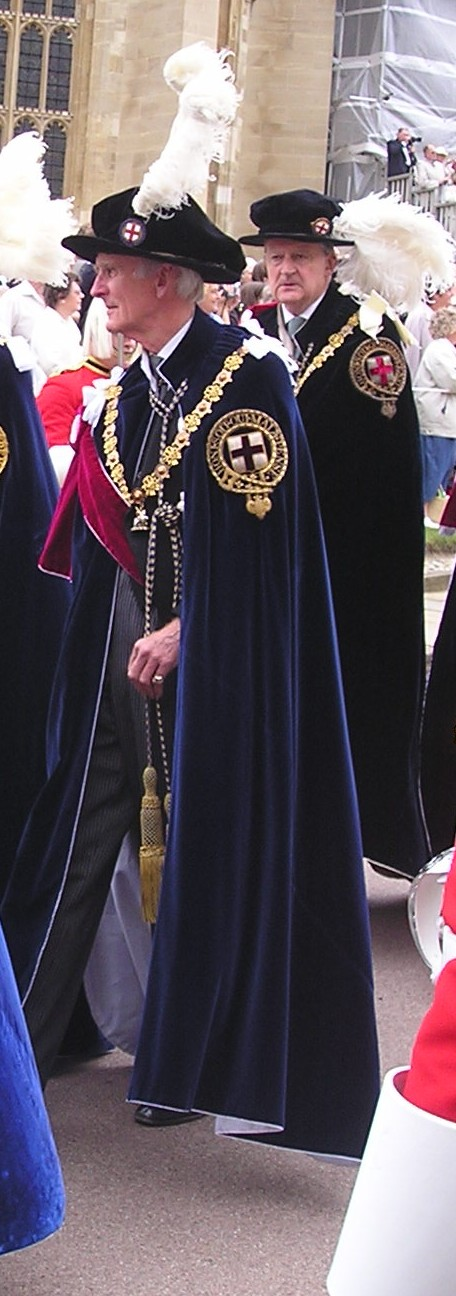
Sir Antony Acland im Ornat eines Ritters des Hosenbandordens

Sir Antony Arthur Acland KG GCMG GCVO (* 12. März 1930; † 8. September 2021) war ein britischer Diplomat, der unter anderem zwischen 1975 und 1977 Botschafter in Luxemburg, von 1977 bis 1980 Botschafter in Spanien sowie zwischen 1980 und 1982 erst Stellvertretender Unterstaatssekretär und anschließend von 1982 bis 1986 Erster Ständiger Unterstaatssekretär (Permanent Under-Secretary of State) und damit höchster Beamter des Außenministeriums war. Im Anschluss war er zwischen 1986 und 1991 Botschafter in den USA sowie von 1991 bis 2000 Provost des Eton College.

## Leben

### Studium und Beginn der diplomatischen Laufbahn
Acland war der zweite Sohn von Brigadegeneral Peter Acland und dessen Ehefrau Bridget Susan Barnett. Sein älterer Bruder John Acland war ein Generalmajor der British Army. Er selbst absolvierte nach dem Besuch des renommierten Eton College zunächst eine Offiziersausbildung im Royal Regiment of Artillery und wurde am 12. November 1948 zum Second Lieutenant befördert. Danach folgte ein Studium der Fächer Philosophie, Politik- und Wirtschaftswissenschaften am Christ Church College der University of Oxford. 1953 trat er in den diplomatischen Dienst ein und absolvierte im Anschluss von 1954 bis 1955 ein Arabisch-Kurs am Middle East Centre for Arab Studies (MECAS) im Libanon. Nach einer ersten Verwendung als Assistant Political Agent an der Auslandsvertretung im Emirat Dubai 1955 wurde er 1956 Mitarbeiter der Vertretung im Emirat Kuwait und erlebte in dieser Zeit die Auswirkungen der Sueskrise auf der Arabischen Halbinsel.
Nach seiner Rückkehr wurde Acland erst Mitarbeiter im Außenministerium (Foreign Office) und danach 1959 einer der beiden stellvertretenden Privatsekretäre von Außenminister Selwyn Lloyd sowie seit dem 27. Juli 1960 von dessen Nachfolger Alec Douglas-Home. Im Anschluss wechselte er 1962 an die Ständige Vertretung bei den Vereinten Nationen in New York City und verblieb auf diesem Posten bis 1966, wo er zunächst Mitarbeiter des damaligen Ständigen Vertreters Patrick Dean sowie ab 1964 von dessen Nachfolger Hugh Foot, Baron Caradon war. In die Zeit der dortigen Tätigkeit fiel die Kubakrise, aber auch im Zusammenhang mit dem Zypernkonflikt die sogenannten „blutigen Weihnachten 1963“. Während dieser länger andauernden bürgerkriegsähnlichen Auseinandersetzung auf Zypern war er Politischen Sonderausschusses für die Gespräche zwischen den Konfliktpartnern Griechenland und Türkei, die letztlich aufgrund einer UN-Resolution vom 4. März 1964 zur Einsetzung der Friedenstruppe der Vereinten Nationen in Zypern UNFICYP (UN Peacekeeping Force in Cyprus) führten.
1966 übernahm Acland die Funktion als Kanzler der Ständigen Vertretung beim Büro der Vereinten Nationen in Genf. 1968 kehrte er nach London zurück und fand nunmehr Verwendung in dem reorganisierten Ministerium für Auswärtiges und Angelegenheiten des Commonwealth of Nations (Foreign and Commonwealth Office), und zwar zwischen 1970 und 1972 als Leiter des Arabien-Referats im Range eines Botschaftsrats. Nachdem das Arabien-Referat 1972 mit dem Referat für den Mittleren Osten zusammengelegt wurde, wurde er Nachfolger von John Graham als Erster Privatsekretär (Principal Private Secretary to Foreign Secretary) von Außenminister Alec Douglas-Home. Diesen Posten bekleidete er auch unter Außenminister James Callaghan, nachdem die Labour Party die Unterhauswahlen vom 28. Februar 1974 gewonnen hatte.

### Botschafter und ranghöchster Beamter im Außenministerium

Wappen von Antony Acland als Ritter des Hosenbandordens

Als Nachfolger von John Roper übernahm Acland schließlich am 1. Juli 1975 seinen ersten Botschafterposten, und zwar als außerordentlicher und bevollmächtigter Botschafter in Luxemburg. Zum 1. Januar 1976 wurde er Companion des Order of St. Michael and St. George (CMG) und weniger als ein Jahr später am 10. November 1976 zum Knight Commander des Royal Victorian Order (KCVO) geschlagen, so dass er fortan den Namenszusatz „Sir“ führte. Den Posten als Botschafter in Luxemburg bekleidete er bis 1977 und wurde dann durch Patrick Wright abgelöst.
Acland selbst wiederum übernahm 1977 von Charles Douglas Wiggin den Posten als Botschafter in Spanien und verblieb in dieser Funktion bis zu seiner Ablösung durch Richard Parsons 1980. Daraufhin kehrte er 1980 ins Außenministerium zurück und war zunächst Stellvertretender Unterstaatssekretär (Deputy Under-Secretary of State) und war als solcher zugleich Nachfolger von Arthur Antony Duff als Vorsitzender des Vereinigten Geheimdienstausschusses (Joint Intelligence Committee) der Regierung. 1982 wurde er Nachfolger von Michael Palliser als Permanent Under-Secretary of State und war damit ranghöchster Beamter sowie Leiter des diplomatischen Dienstes (Head of Diplomatic Service) im Außenministerium bis zu seiner Ablösung durch Patrick Wright 1986. Während dieser Zeit wurde er am 12. Juni 1982 auch zum Knight Commander des Order of St. Michael and St. George (KCMG) geschlagen.
Zuletzt wurde Acland 1986 Nachfolger von Oliver Wright als Botschafter in den Vereinigten Staaten. Kurz zuvor wurde er am 14. Juni 1986 zudem zum Knight Grand Cross des Order of St. Michael and St. George (GCMG) erhoben. Den Posten als Botschafter in den USA bekleidete er bis zu seinem Eintritt in den Ruhestand 1991 und wurde dann durch Robin Renwick abgelöst. Am 17. Mai 1991 wurde er zudem als Knight Grand Cross des Royal Victorian Order (GCVO) ausgezeichnet.
Mit Wirkung vom 1. Juli 1991 löste Acland Martin Charteris, Baron Charteris of Amisfield als Provost des Eton College ab. Dieses Amt bekleidete er bis ihn 2000 Eric Anderson ablöste.
Am 23. April 2001 wurde Acland schließlich auch Ritter des Hosenbandordens (KG), des exklusivsten Ordens des Vereinigten Königreichs und einer der angesehensten Europas.
Acland heiratete 1956 in erster Ehe Clare Anne Verdon, die 1984 verstarb. 1987 heiratete er in zweiter Ehe Jennifer McGougan. Aus erster Ehe hinterließ er zwei Söhne und eine Tochter.

## Veröffentlichung
- Options for Western Policy towards the East, in: Ost-West-Beziehungen. Analysen und Perspektiven, Herausgeber Daniel Frei, Verlag Rüegger, 1985, ISBN 3-72530-247-2